# أليكس سانتشيز
أليكس سانتشيز (بالإسبانية: Álex Sánchez)‏ (مواليد 6 يونيو 1989 في سرقسطة - إسبانيا) لاعب كرة قدم إسباني يلعب حاليا لصالح نادي الدرجة الأولى ريال سرقسطة الإسباني منذ 2004 في مركز المهاجم .

## روابط خارجية
- أليكس سانتشيز على موقع قاعدة بيانات كرة القدم.إي يو (الإنجليزية)
- أليكس سانتشيز على موقع Soccerway.com (الإنجليزية)
- أليكس سانتشيز على موقع عالم كرة القدم.نت (الإنجليزية)
- أليكس سانتشيز على موقع AS.com (الإسبانية)